# Нижний Вилюйкан
Ни́жний Вилю́йкан — река в Мирнинском районе Якутии (Россия), левый приток Вилюя. Длина реки составляет 183 км, площадь водосборного бассейна — 3920 км². 
Исток реки находится на севере Мирнинского района, на границе с Оленёкским районом Якутии, на Вилюйском плато на высоте более 680 м над уровнем моря. Течёт преимущественно в южном и юго-восточном направлении по холмистой лесотундре с преобладанием ягеля и лиственницы. Русло часто заболочено. Впадает в Вилюй в 2214 км от его устья по левому берегу ниже впадения Среднего Вилюйкана, на высоте менее 354 м над уровнем моря. Ширина в нижнем течении — 75 м при глубине 0,9 м, скорость течения в низовьях — 0,7 м/с. 
Населённых пунктов на реке нет. Ледостав длится с середины октября до конца мая — начала июня.
Основной приток — река Левый Нижний Вилюйкан длиной 133 км (левый).

## Данные водного реестра
По данным государственного водного реестра России и геоинформационной системы водохозяйственного районирования территории РФ, подготовленной Федеральным агентством водных ресурсов:
- Бассейновый округ — Ленский
- Речной бассейн — Лена
- Речной подбассейн — Вилюй
- Водохозяйственный участок — Вилюй от истока до водомерного поста Усть-Амбардах
- Код водного объекта — 18030800112117400005125